# Kokaj (Gjilan)
Kokaj (/Kokaj-Inatoc) este un sat din districtul Gjilan din Kosovo.

## Clima
Temperatura medie este de -2 °C. Primăvara și toamna sunt reci și ploioase, iar vara este cald și uscat - cu temperatura medie de + 22 °C. Temperaturile ridicate din Kosovo, în timpul anului sunt cuprinse între 25 °C și + 38 °C. Temperatura medie anuală este de 10,6 grade Celsius. Precipitațiile anuale sunt mari, cu o medie de 550 mm. În Lugina e Anamoraves Binçes sunt mai mici decât în zonele mai înalte, în pante, din Munții Karadag.

## Demografie
| 1948: 250 |
| 1953: 289 |
| 1961: 342 |
| 1971: 386 |
| 1981: 376 |
| 1991: 100 |
| 2007: 30  |

## Personalități
- Zejnullah Halili,scriitor, poet
- Nijazi Ramadani, poet, autor,
- Daut Dauti, Publicist

## Galerie

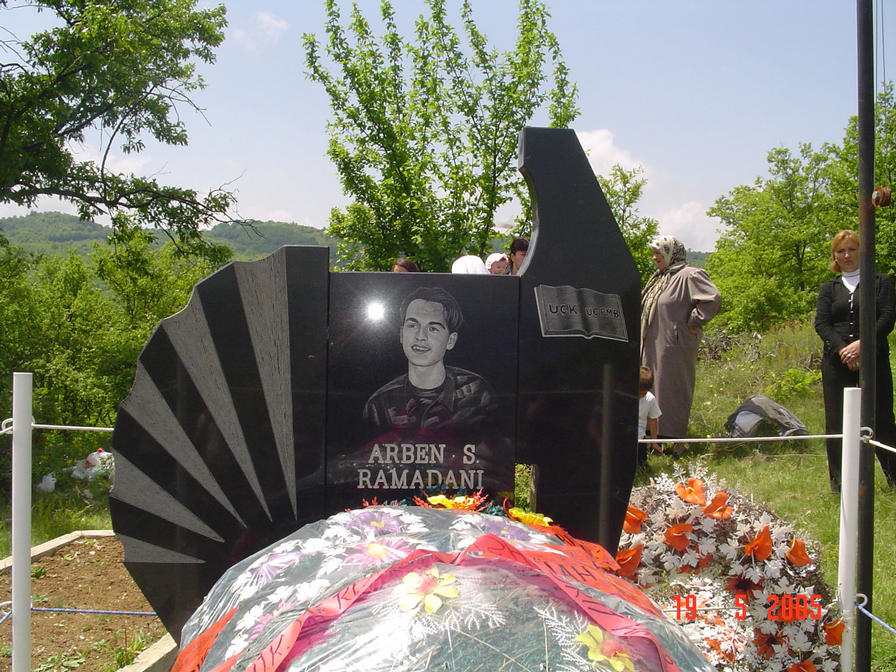
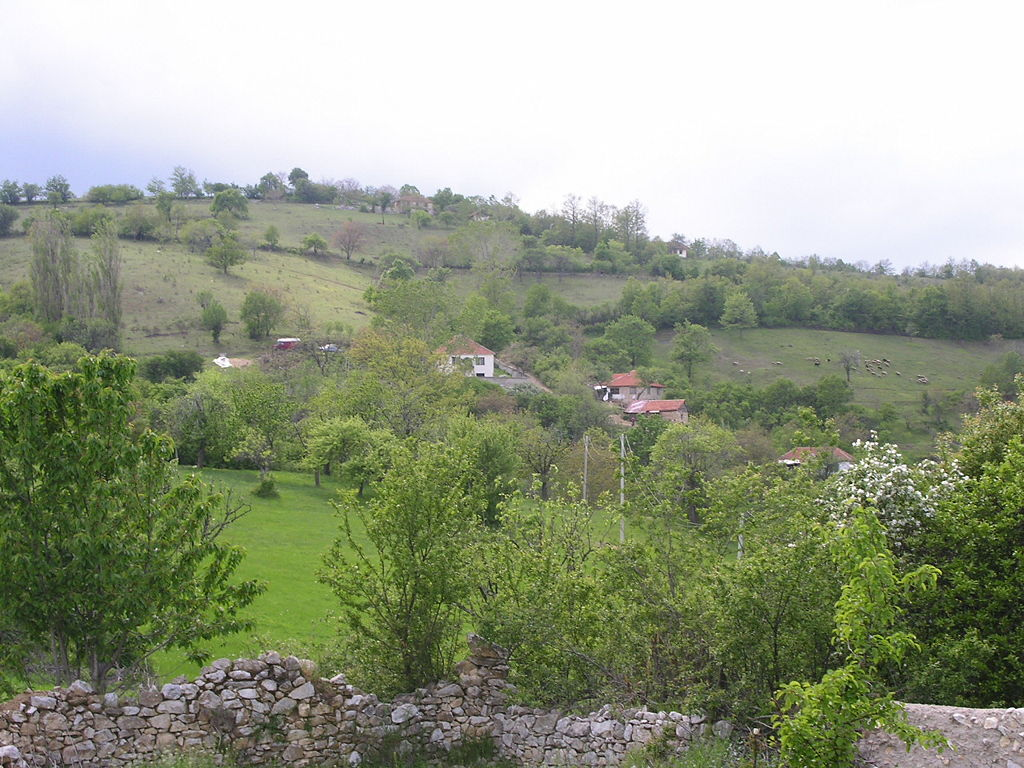
Luncă în primăvara
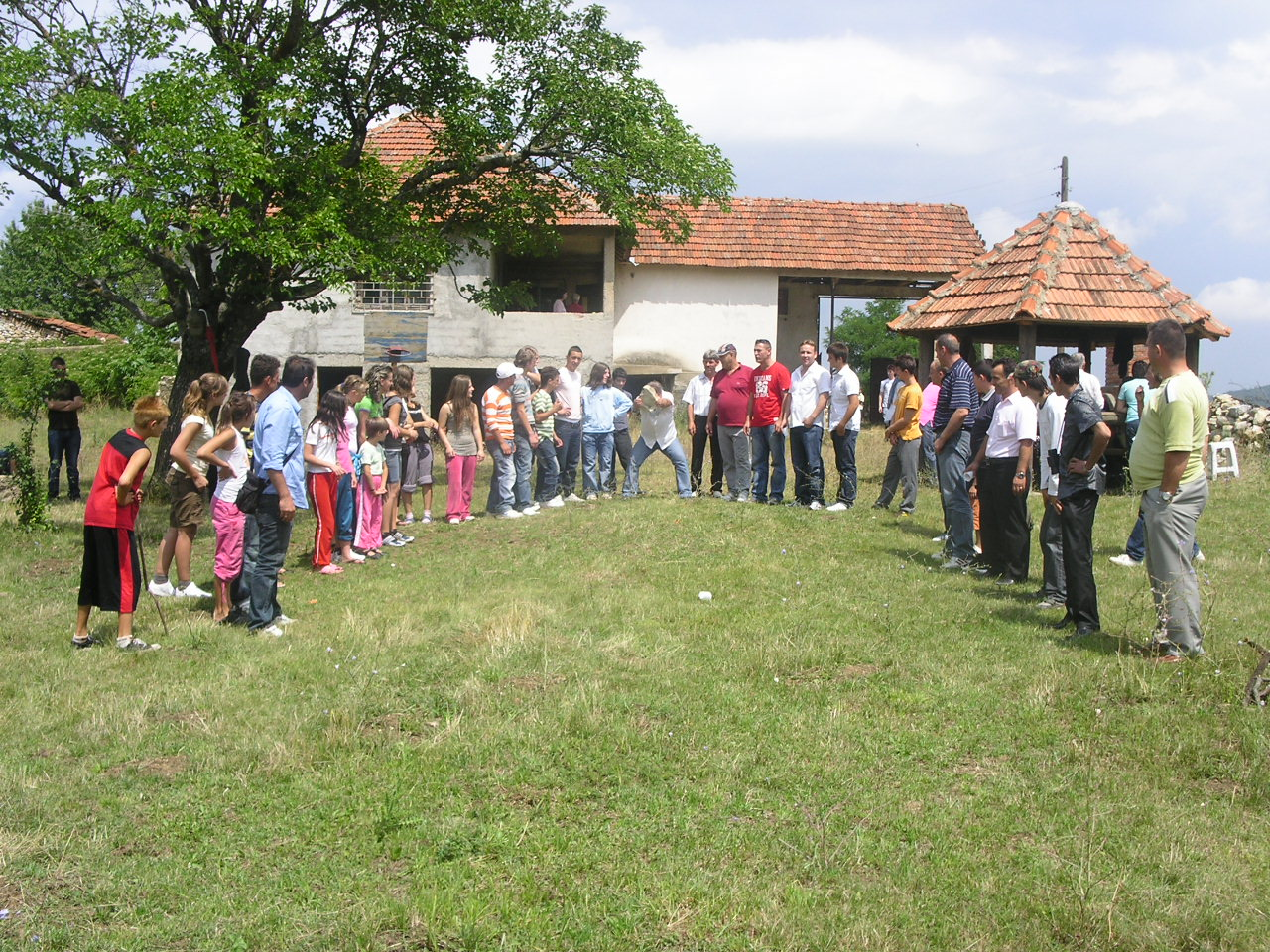
Oameni din Kokaj
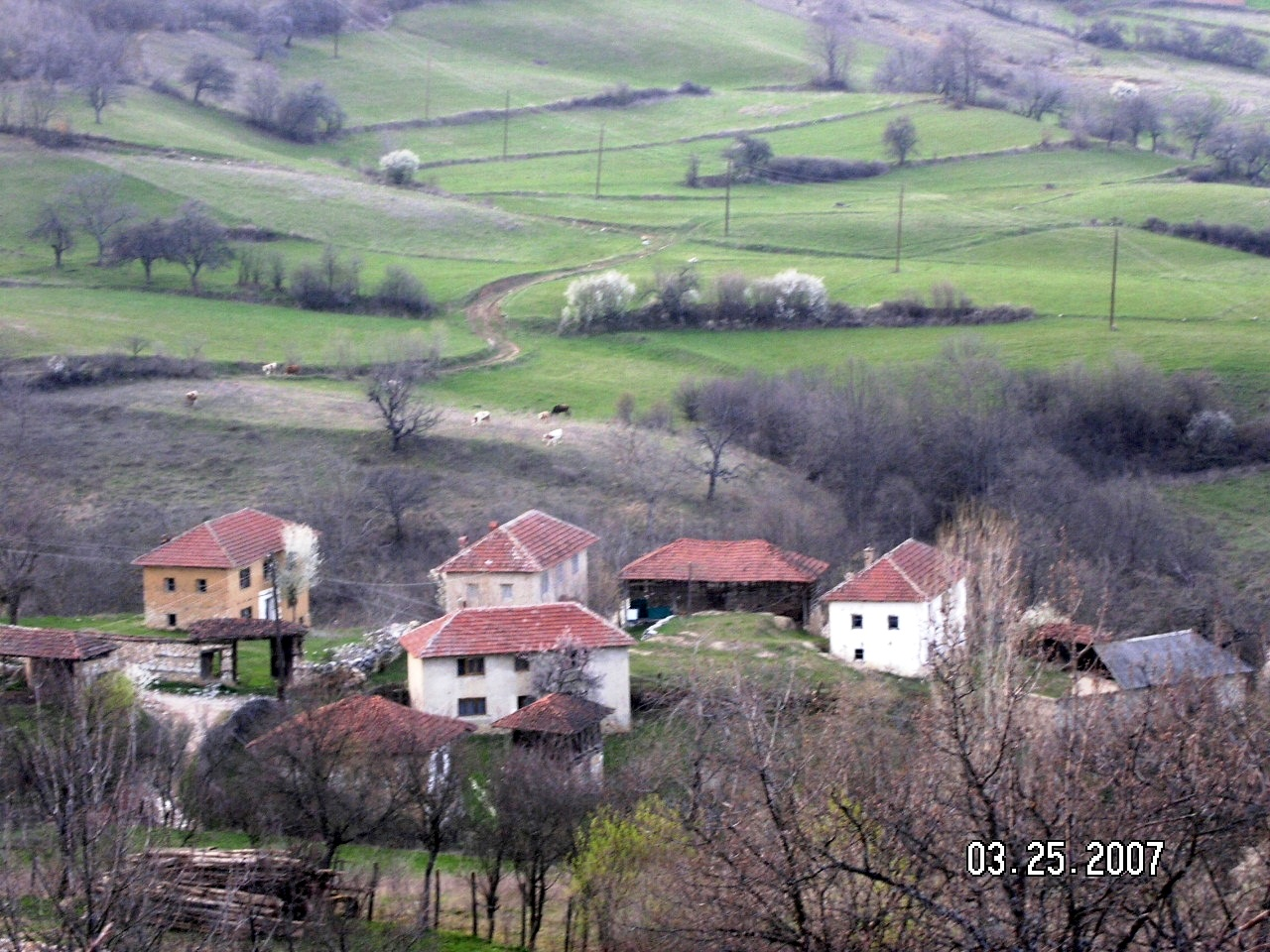
Cartier în Kokaj
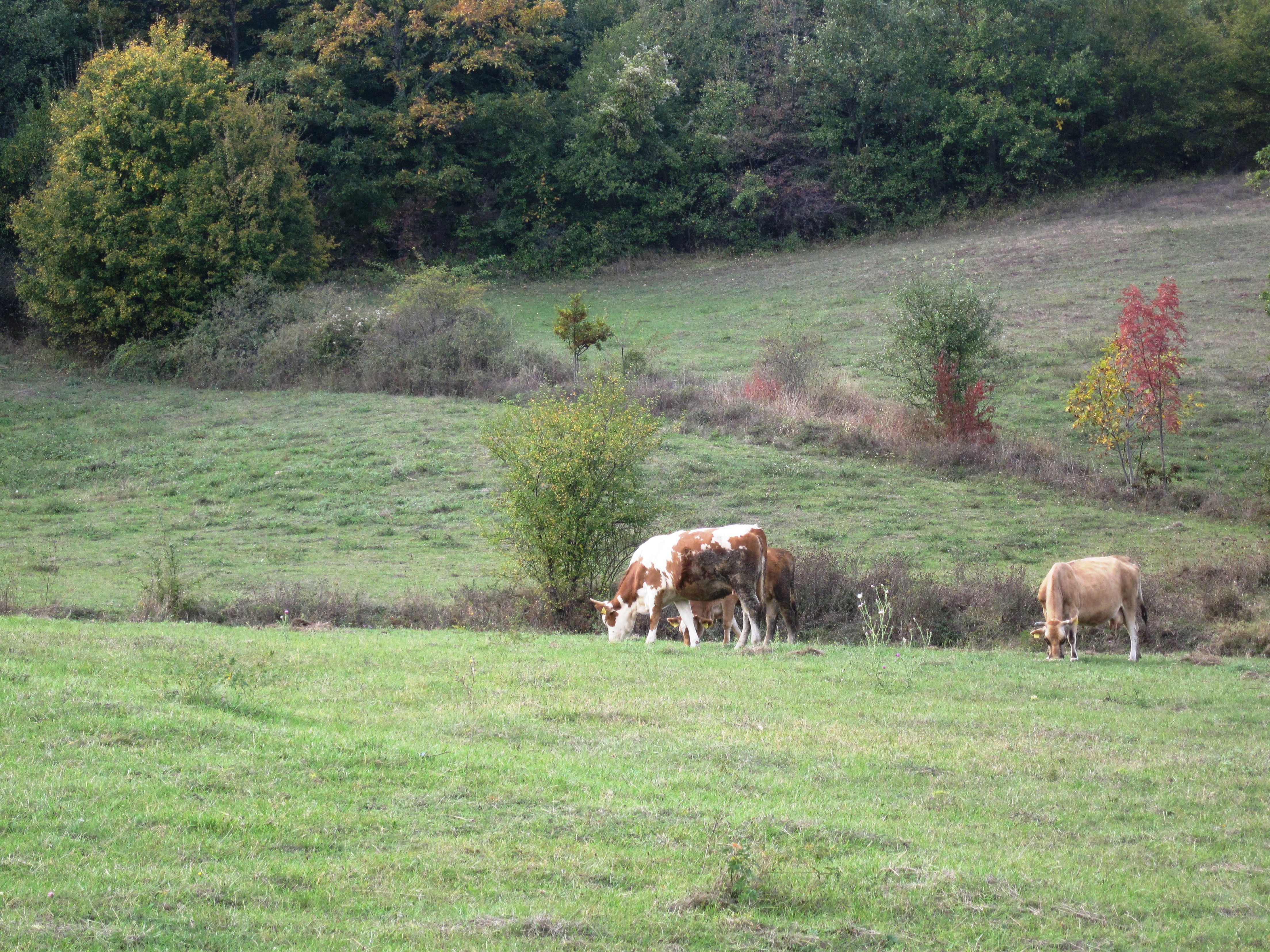
Bovine la pășunat
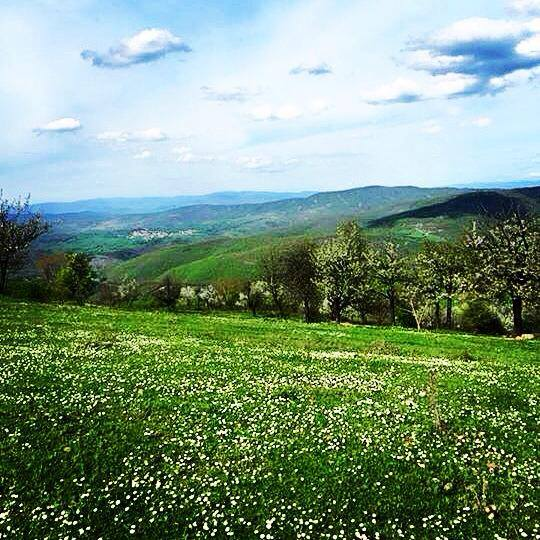
Primăvara în luncă
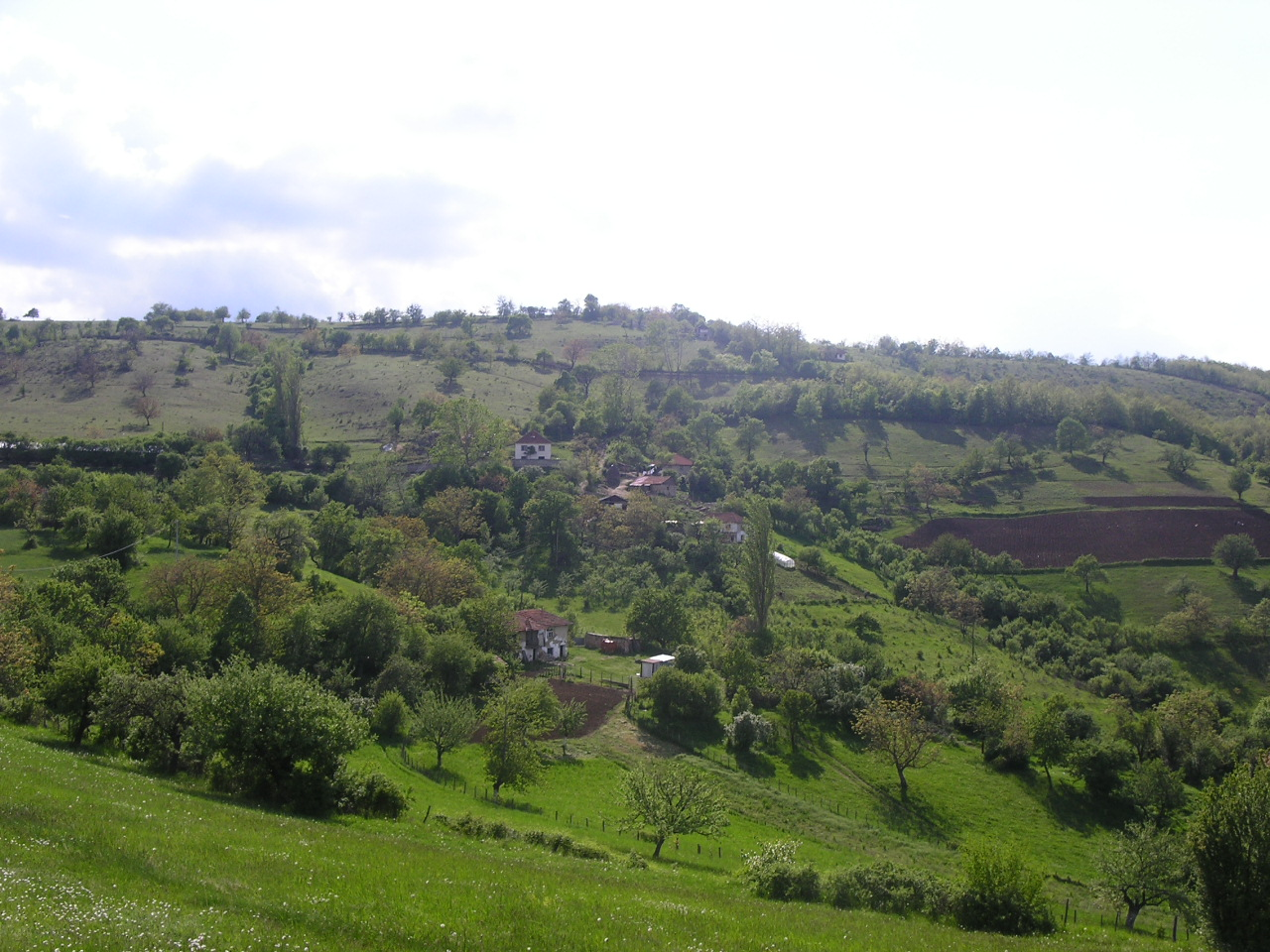
Bovine la pășunat
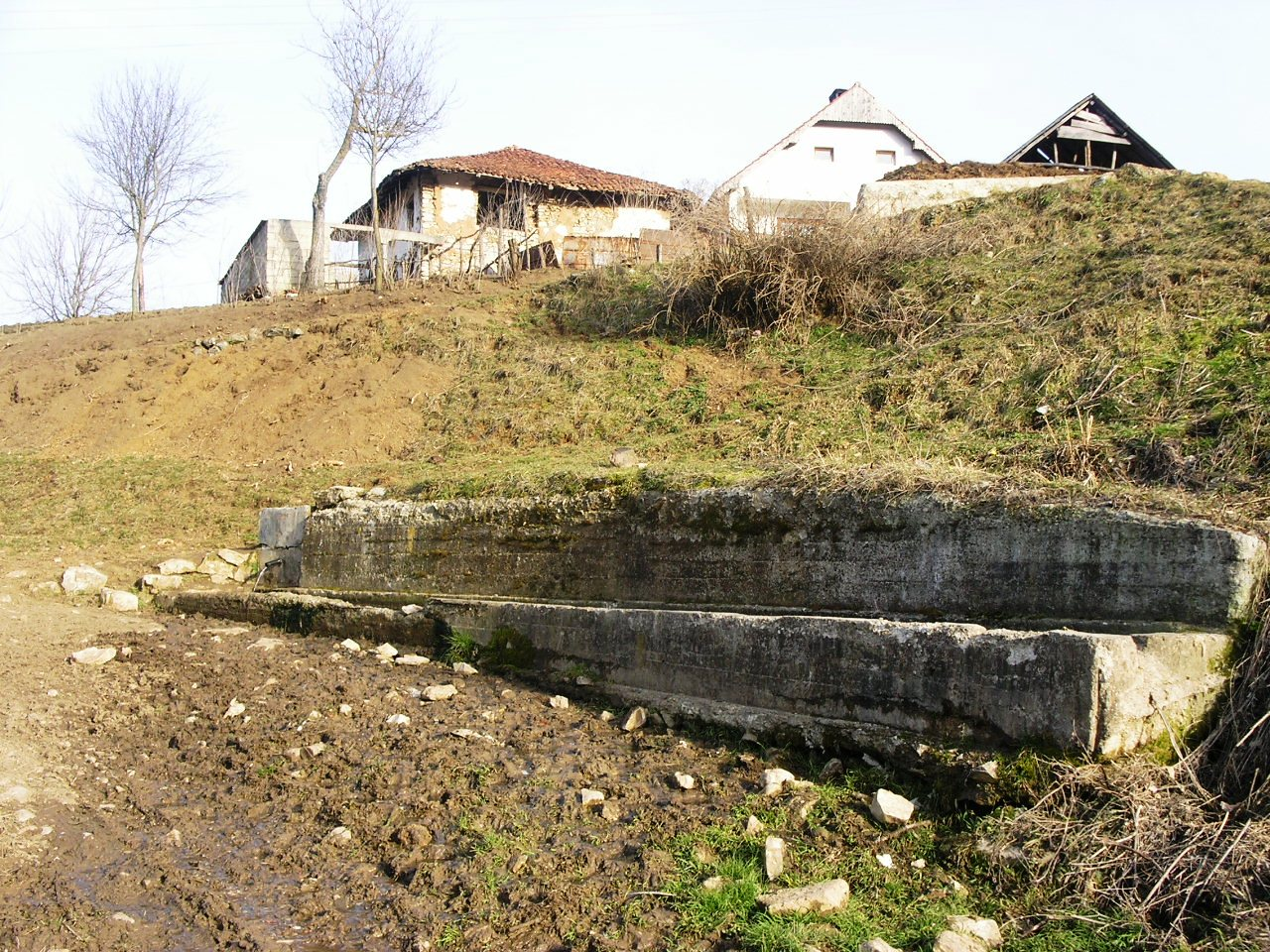
Fântâna satului în Kokaj
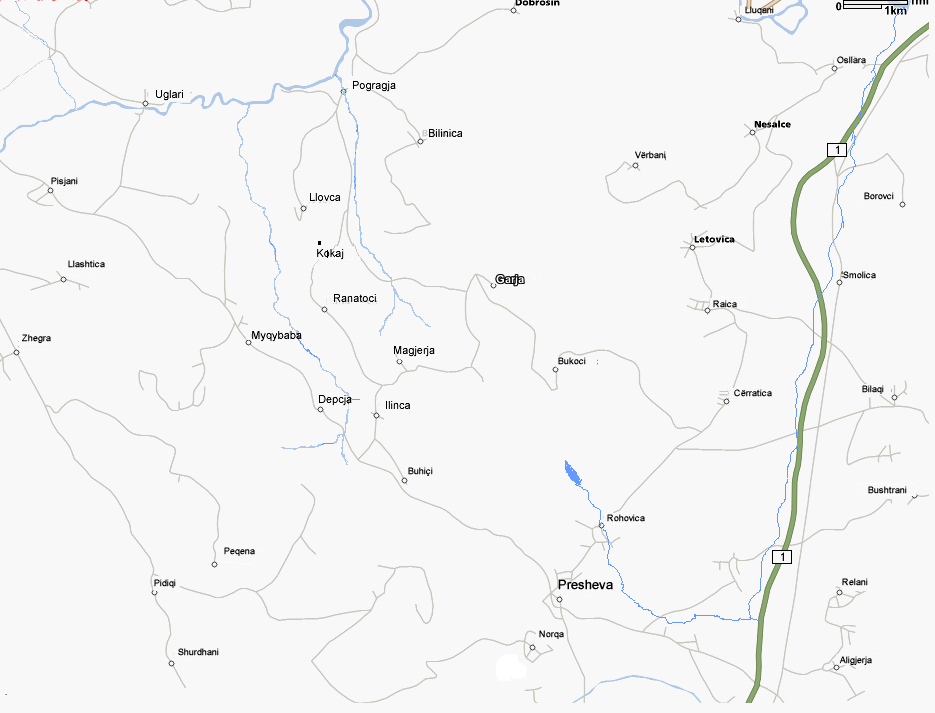
Punctele de vedere ale alinierii geografice
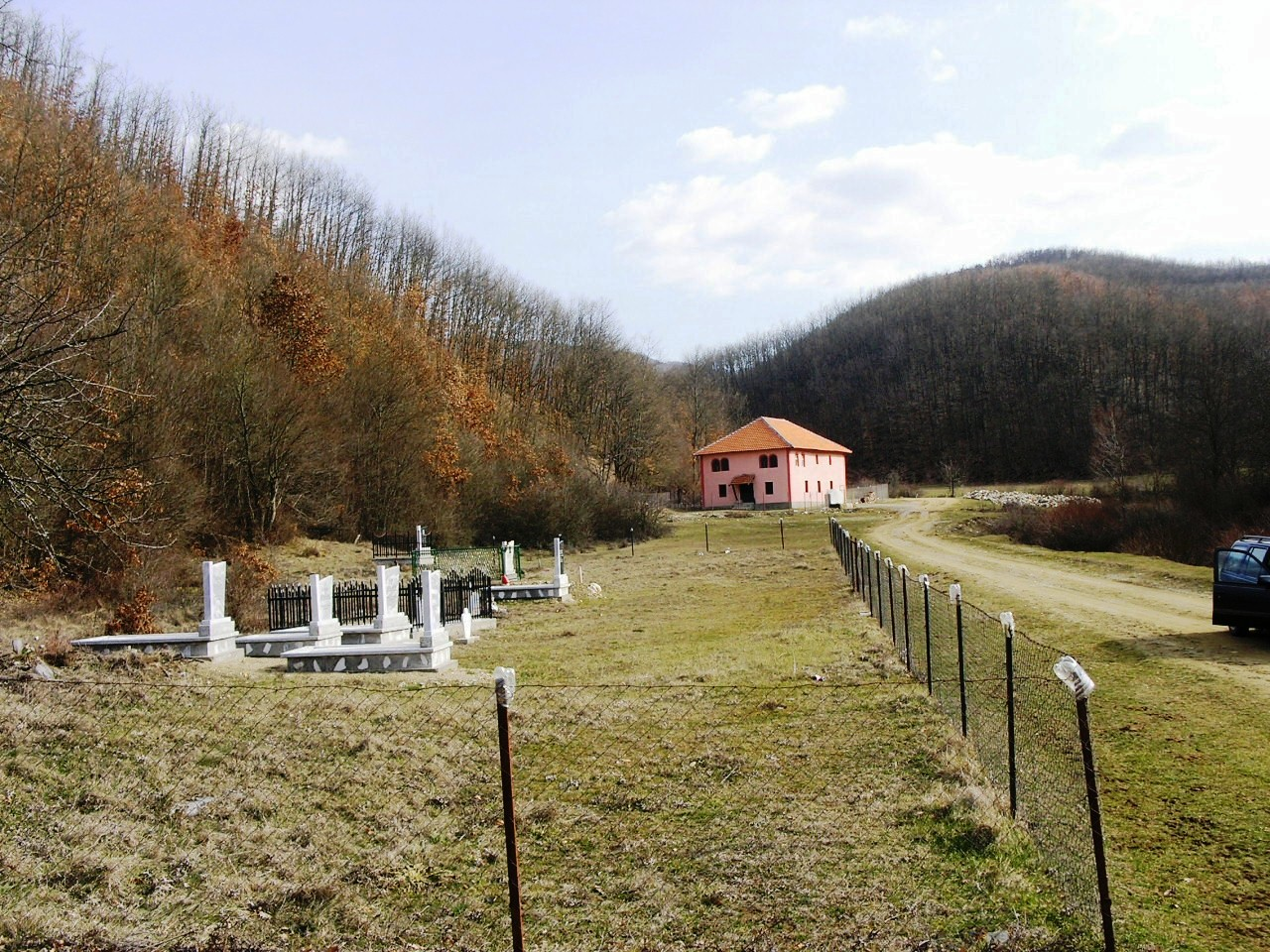
Moscheea satului
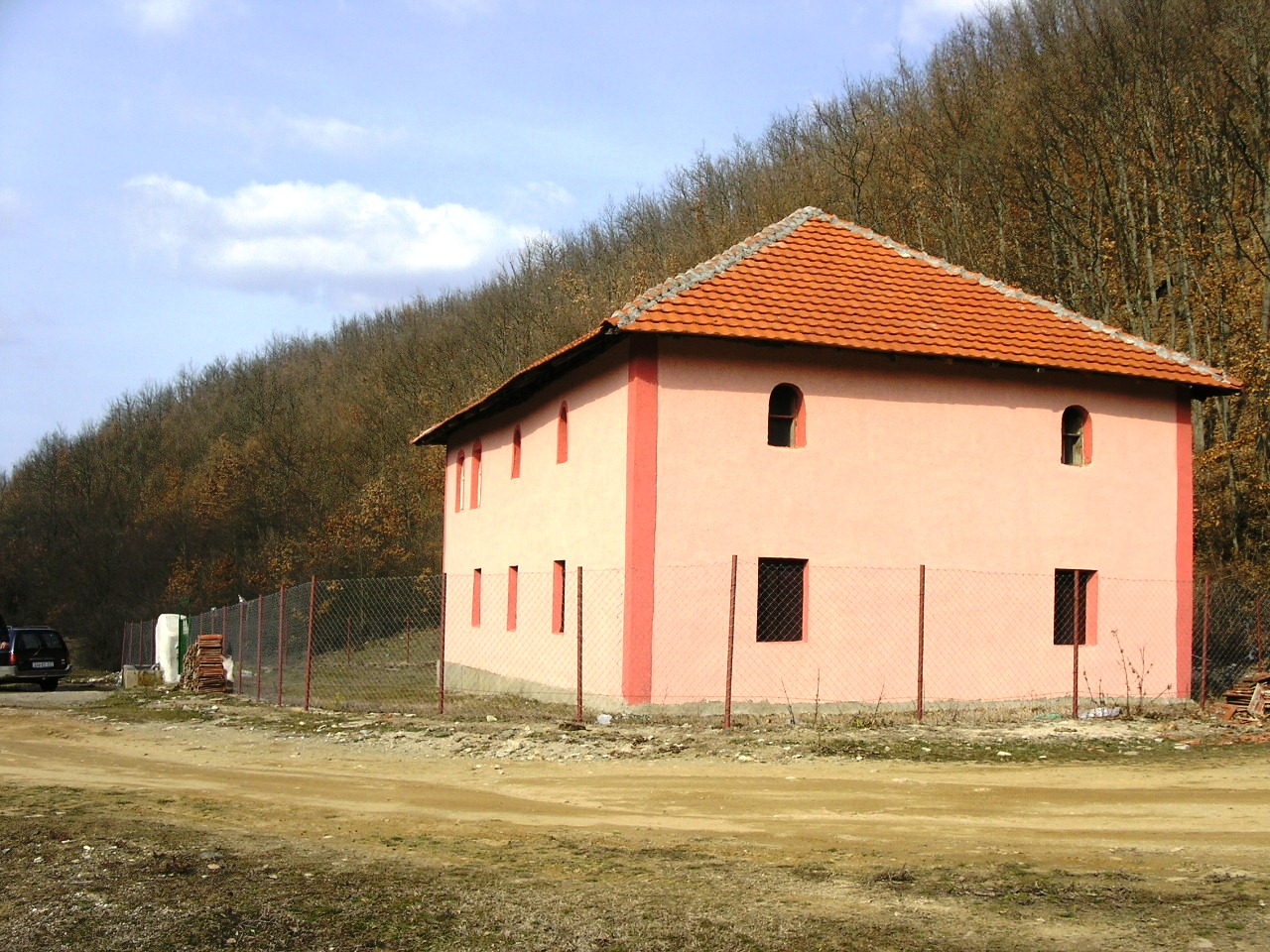
Moscheea satului

## Legături externe
- Kokaj, Albania
- Kokaj.net Arhivat în 26 ianuarie 2018, la Wayback Machine.
- Kokajt që nga lashtësia Arhivat în 2 aprilie 2015, la Wayback Machine.